# Saint-Gelven
Saint-Gelven [sɛ̃ʒɛlvɛ̃] est une ancienne commune du département des Côtes-d'Armor, dans la région Bretagne, en France.
Ses habitants sont les Saintgelvenois et les Saintgelvenoises.
Saint-Gelven est maintenant englobée dans la commune nouvelle de Bon Repos sur Blavet.

## Géographie

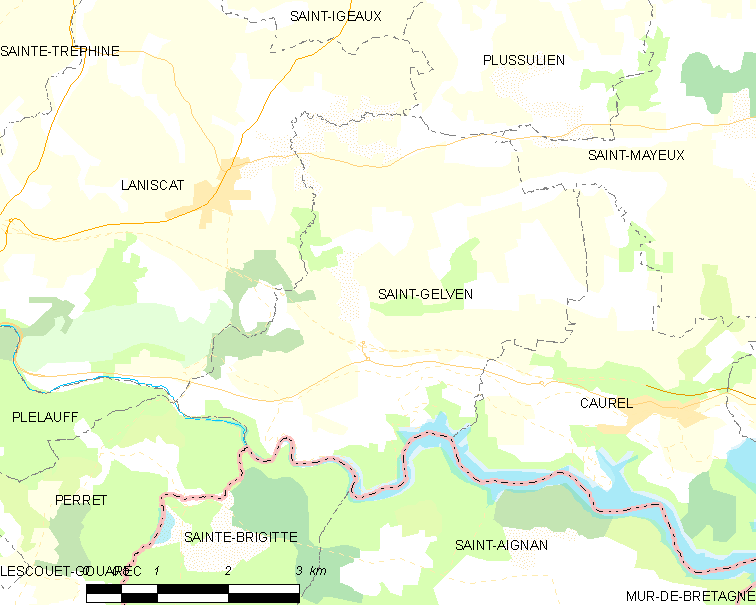
Carte de l"ancienne commune de Saint-Gelven et des communes avoisinantes.

### Situation
L'ancienne commune de Saint-Gelven est située au nord du lac de Guerlédan et de la partie amont, canalisée, du Blavet, au cœur de la Bretagne intérieure (Kreiz Breizh). Les gorges du Daoulas sont aussi situées dans cette ancienne commune.

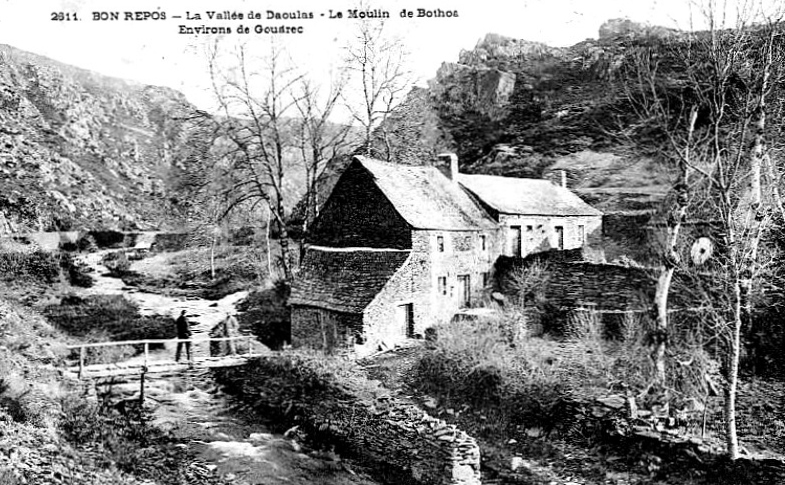
Saint-Gelven : le moulin de Bothoa dans les gorges du Daoulas vers 1920 (carte postale).

### Relief et hydrographie
Le relief de cette ancienne commune présente des dénivelés importants, l'altitude atteint 281 mètres (à la limite sud-est de la commune avec Caurel, au sud du hameau de Kerbiquet) pour le point le plus élevé ; cette ligne de crête se prolonge dans la partie sud du finage communal vers l'ouest le long de la route, ancienne voie romaine, menant à la chapelle Notre-Dame-des-Champs, étant encore à 261 mètres au nord du hameau de Kervégan, avant de s'abaiser progressivement, n'atteignant plus que 196 mètres d'altitude dans le bourg de Saint-Gelven. Cette ligne de hauteur domine par un escarpement prononcé regardant vers le sud un replat situé vers 170 à 150 mètres d'altitude allant du hameau de Kermadec à celui de Cuilleret, qui s'élève en direction du sud, à 217 mètres à Lan Vojo ; ce replat domine par un deuxième escarpement très prononcé formant des falaises d'environ 80 mètres d'altitude regardant vers le sud et qui correspondent au versant de rive gauche du Blavet, désormais ennoyé sous les eaux du lac de Guerlédan, dont la surface des eaux est à 126 mètres d'altitude.
La moitié nord du territoire de cette ancienne commune correspond à un plateau situé vers 200 mètres d'altitude, légèrement incliné vers le nord jusqu'au ruisseau de Kermabbihan, affluent de rive gauche du Daoulas ; plus au nord encore, à la limite nord de la commune avec Saint-Mayeux et Laniscat, un nouvel escarpement atteint 251 mètres au nord du hameau de Kerzélaven et même 260 mètres pour une colline située à l'ouest du hameau de Saint-Delon.
La limite ouest de Saint-Gelven avec l'ancienne commune de Laniscat suivait la vallée du Daoulas, dont la partie aval forme des gorges spectaculaires, juste avant sa confluence avec le Blavet au niveau de Bon-Repos.

### Géologie
Les schistes noirs ardoisiers (« schistes à Calymènes » des auteurs anciens) datant de l'ordovicien moyen (-470 et -453 millions d’années) ont été exploités en particulier à Saint-Gelven, Caurel et Mûr-de-Bretagne.
Des graptolites ont été trouvés dans des schistes noirs micacés ou ardoisiers datant du gothlandien au sud du château de Liscuis en Laniscat et dans la vallée du Daoulas en Saint-Gelven.
De la limonite, disséminée en rognons dans des terrains datant du silurien a été exploitée par le passé dans une bande de 200 mètres d'épaisseur passant de l'ouest vers l'est par Kerauter, Kerdaniel (en Plélauff), Rosquelfen (en Laniscat), Saint-Gelven, Bézénan et Bois-des-Houx [Bodenhours] (en Caurel pour les deux derniers lieux-dits cités).

### Transports
La commune était desservie par la RN164bis, ancienne route nationale, désormais devenue la RN 164 et aménagée à 2x2 voies (voie express) qui passait par le hameau de Bon-Repos.
Le hameau de Bon-Repos a été desservi par le passé par la ligne ferroviaire de Carhaix à Loudéac à voie métrique du Réseau breton, ouverte en partie en 1898 (mais la section entre Rostrenen et Loudéac ne fut mise en exploitation que le 17 août 1902) et fermée en 1967 (désormais reconvertie en voie verte).
Le canal de Nantes à Brest (Blavet canalisé et désormais lac de Guerlédan) est à la limite sud de cette ancienne commune ; les écluses de Bellevue et de Bon-Repos sont accessibles à la navigation touristique, les autres ont été ennoyées sous les eaux du lac de Guerlédan, par exemple l'écluse et la maison éclusière de Kermadec et celles de Trégnanton.

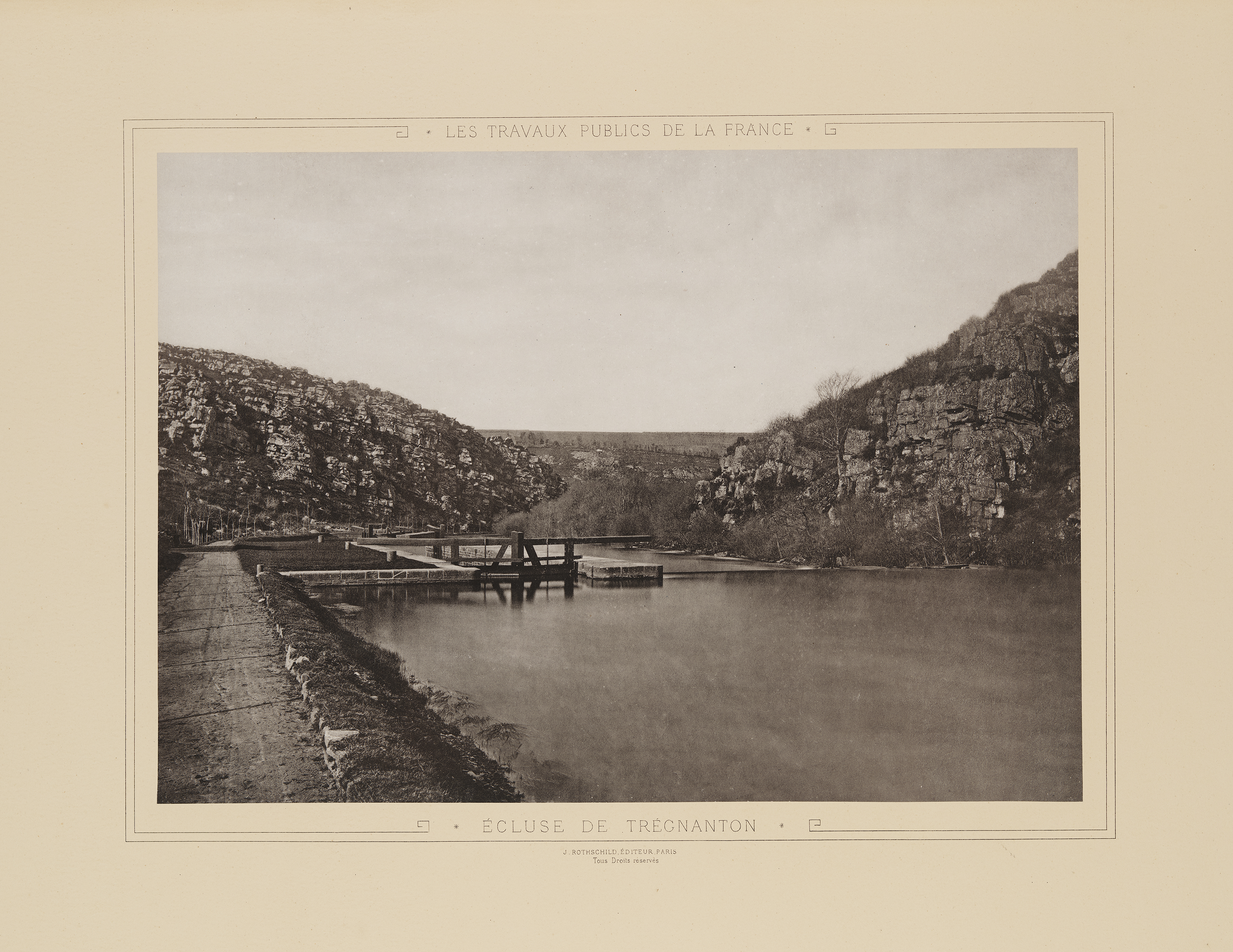
L'écluse n°127, dite de Trégnanton (photographie de Jules Duclos) ; désormais ennoyée sous le lac de Guerlédan.
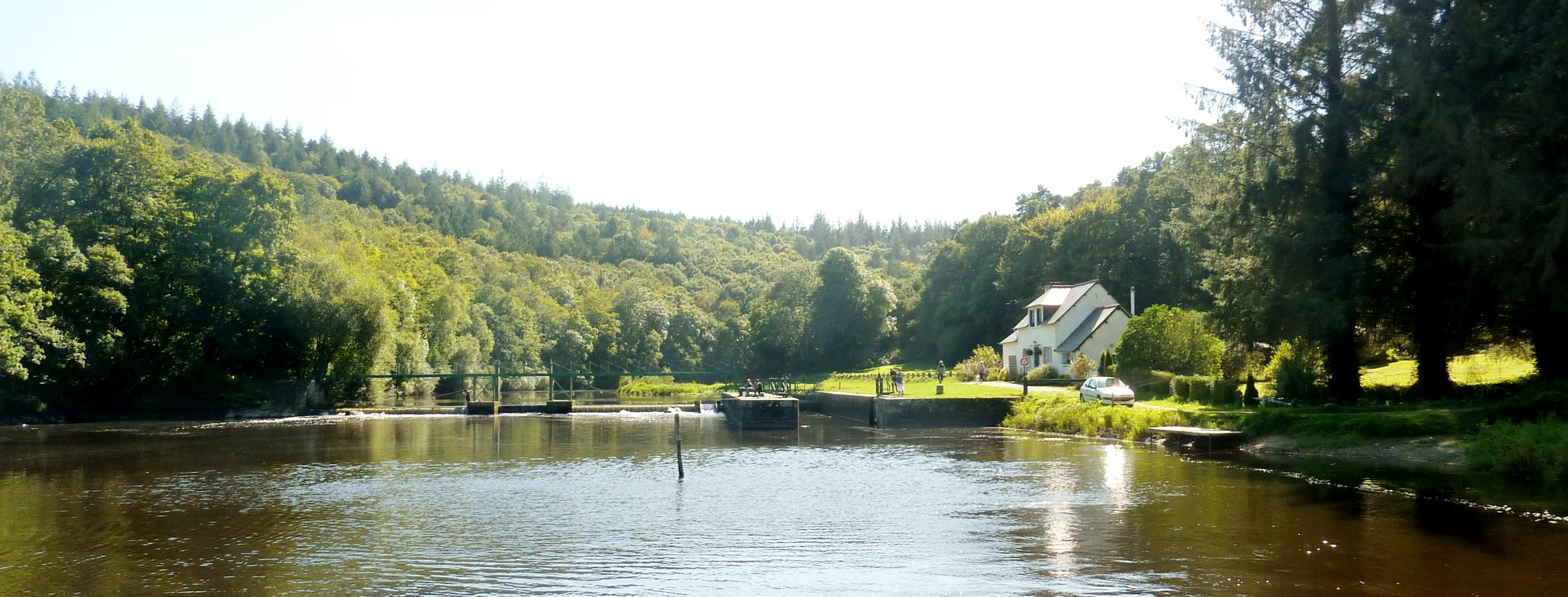
L'écluse n° 137 sur le Blavet, dite "écluse de Bellevue".
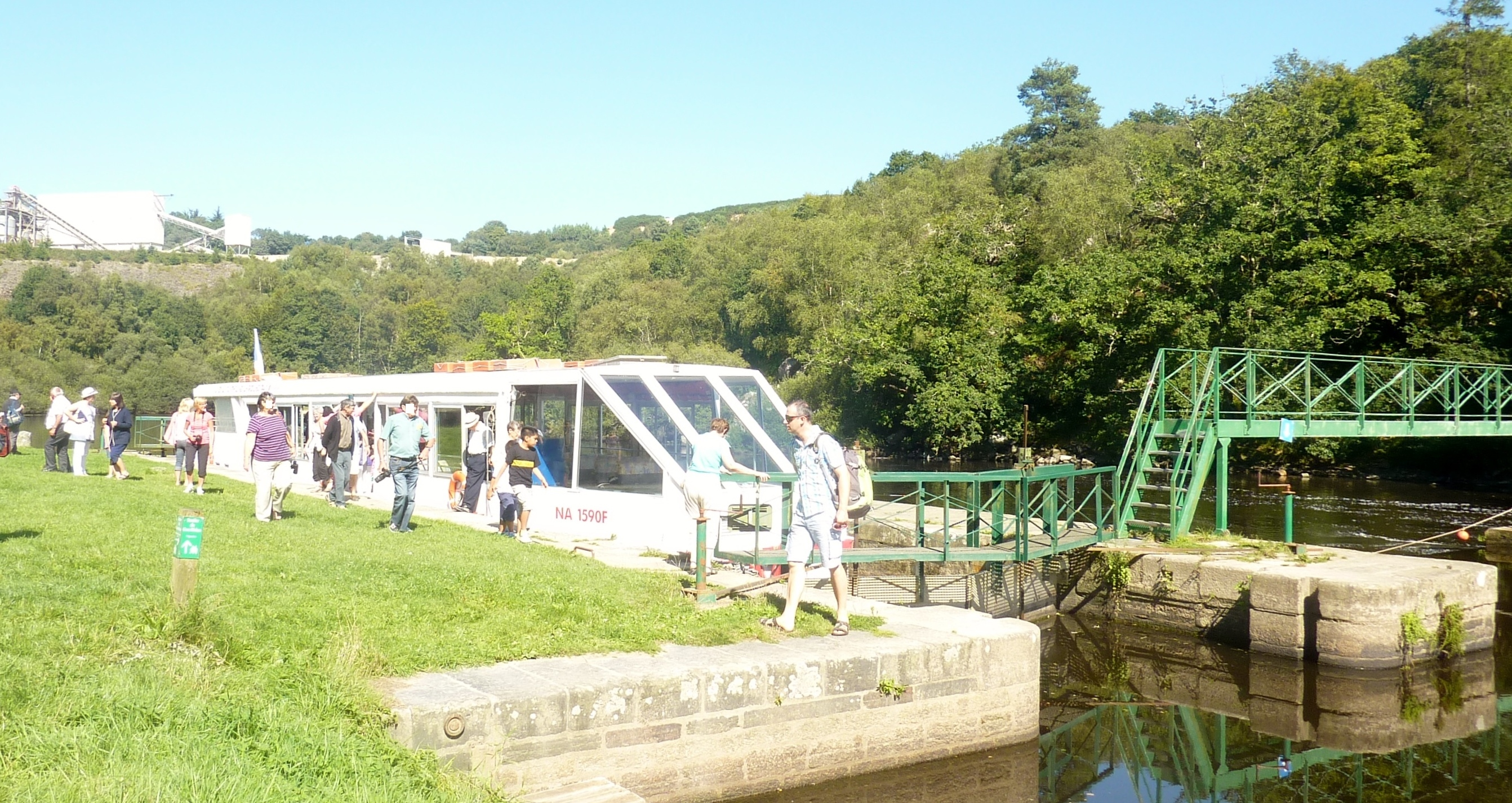
L'écluse n° 137 dite des Forges ou de Bellevue (située en Saint-Gelven sur le Blavet canalisé (tronçon commun avec le canal de Nantes à Brest), juste en amont du lac de Guerlédan.

## Toponymie
Le nom de la localité est attesté sous les formes treffve de Sainct Julfen en 1535, Saint-Gelven en 1729.
Saint-Gelven vient, semble-t-il, de Iunan (ancien saint breton).
Sant-Jelven en breton.

## Histoire

### Antiquité
La voie romaine de Condate (Rennes) à Vorgium (Carhaix) passait par Mûr-de-Bretagne, Kergoff, la chapelle Saint-Golven en Caurel, Kervégan, la chapelle Notre-Dame-des-Champs, l'église de Saint-Gelven, la lande de Lan-Izelan [Lan-Uvelan] (où la voie a été retrouvée sur plus d'un kilomètre) et la colline de la Voie Blanche, puis par Stang-er-Mel (en Gouarec) et Kerlan (en Canihuel), où se dresse encore, au centre du village, une borne milliaire anépigraphe, surmontée d'une petite croix.

### Moyen-Âge
Selon un aveu de 1471 la châtellenie de Corlay , un des trois membres de la vicomté de Rohan comprenait 12 paroisses ou trèves : « Corlé [Corlay]  (résidence seigneuriale), Saint-Martin-des-Prés, Merléac, le Quilio, Saint-Mayeuc, Saint-Gilles-Vieux-Marché, Caurel, Laniscat , Saint-Guelven, Rosquelfen, Saint-Igeau, Plussulien ».

### Temps modernes

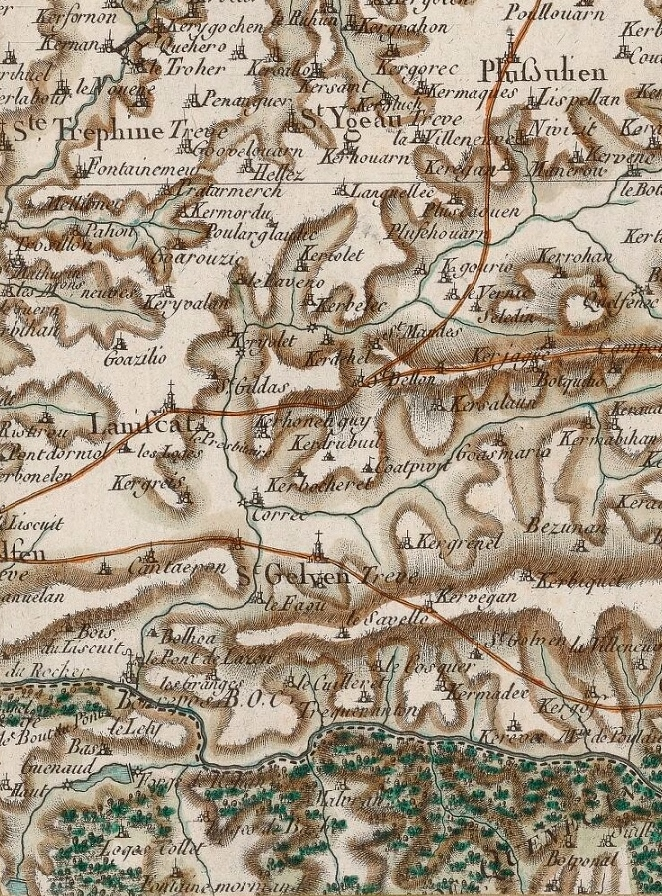
Carte de Cassini de Laniscat, Saint-Gelven et Saint-Igeaux.

L'inventaire de la succession de Jacques Paul, habitant de Saint-Gelven, dressé en 1662, contient, pour une valeur totale de 885 livres « 2 braisses (30 sols), 1 pezeau de fer (10 sols), 2 traux à dévider le fil (8 sols), 1 pillouer à chanvre, 2 auges de bois (10 sols), 1 braye (10 sols), 16 escheux [écheveaux] de fil de chanvre et 3 escheux de fil d'étoupe, 5 livres 2 rolties [rouleaux ?] de chanvre (15 sols), 3 aulnes de toile de femelle (?), 3 métiers [à tisser] (19 livres), etc.. », ce qui illustre l'importance de l'activité textile à cette époque dans la région, ce qui est confirmé par d'autres inventaires de succession.

### LeXIXesiècle

#### La création de la commune
En 1845 « les sections de Saint-Gelven et Saint-Igeaux, en Laniscat, demandent à en être séparées et érigées en communes (...) Ces sections, qui ont chacune une population d'environ 900 habitants (...) allèguent les mêmes motifs pour cette séparation. Ce sont les difficultés de communication avec le chef-lieu, l'abandon dans lequel on laisse leurs ponts, leurs chemins et l'emploi exclusif de la prestation sur ceux qui sont utiles au bourg de Laniscat ou à ses environs (...). Laniscat, qui a actuellement 3 200 habitants, et qui par ces demandes serait menacée d'être réduite à 1 300, résiste de toutes ses forces et repousse le reproche de partialité (...) ». Le conseil général des Côtes-du-Nord émit un avis défavorable, mais Saint-Gelven et Saint-Igeaux obtinrent satisfaction en 1850, devenant alors des communes indépendantes.

#### Saint-Gelven dans la seconde moitié duXIXesiècle
L'abbaye de Bon-Repos est mise en vente en 1857.
Joachim Gaultier du Mottay décrit ainsi Saint-Gelven en 1862 :

« Saint-Gelven, 761 habitants (...) Traversée par la route impériale n° 164bis et par les chemins d'intérêt commun n° 51 et 53. École mixte : 31 élèves. (...) Cette commune, qui était autrefois une paroisse tréviale dépendant de Laniscat, a été en 1850 distraite de cette dernière, dont elle formait encore une section. Territoire très accidenté et montueux au sud, où il forme un des bords si escarpés de la rivière du Blavet ; au nord il est à longues indulations en pentes assez douce ; boisé dans ses parties productives, nu et découvert dans celles qui ne le sont pas. Terres sablonneuses et argilo-schisteuses fort médiocres ; 1/13e en bonnes prairies ; mais près de la moitié de la superficie est en landes , dont quelques parties seulement sont susceptibles d'être cultivées ou plantées. L'église est consacrée à saint Juvénal, dont la fête se déroule le jour de la Pentecôte. Les chapelles de Saint-Modez et de Saint-Pierre sont en ruines, ainsi que l'abbaye de Bon-Repos, située sur les bords du Blavet. Ce monastère de l'Ordre de Citeaux fut fondé en 1184, pour huit religieux, par Alain III, vicomte de Rohan, et par son épouse Constance de Bretagne, sœur du duc Conan IV. Michel Mazarin, , frère du célèbre cardinal, a été, en 1647, abbé commendataire de cette abbaye. On voit un dolmen sur la lande entre le bourg et le village des Granges. Dans la vallée agreste du Daoulas, non loin de l'habitation moderne du Longeau, se trouvent, sur les deux rives de ce ruisseau, les magnifiques carrières de schiste ardoisier du Liscuit, qui fournissent des dalles de dimension exceptionnelle. On exploite aussi, dans la commune, quelques autres carrières produisant environ 400 milliers d'ardoises. Points culminants : Kervegan, 282 mètres ; le Longeau 209 mètres. Géologie : grès au sud du bourg , et minerai de fer ; au midi, schiste ardoisier. »

En 1890 Jean-Marie Rigaud écrit qu'à Saint-Gelven « les terres de nature schisto-argileuses, sont fort médiocres ; les landes recouvrent encore une grande étendue du territoire, et la plupart sont peu susceptibles d'être cultivées ; elles devraient être semées en pins ou sapins. Dans la vallée (...) du Daoulas se trouvent les magnifiques carrières de schiste ardoisier de Liscuit qui fournissent des dalles de grande dimension. On exploite dans la commune quelques autres carrières d'ardoises. (...) Deux écoles communales, une pour chaque sexe, existent à Saint-Gelven ».

#### Les ardoisières
Des carrières d'ardoises furent exploitées depuis au moins le XVIIe siècle, principalement sur la ligne de crête. La carrière du Liscuis a fermé après la Première Guerre mondiale et a rouvert entre 1950 et 1990.
Trois ardoisières furent exploitées au lieu-dit Trégnanton : la principale fut celle de Trégnanton qui, en 1871, appartient à Jean-Louis Thomas et emploie 8 ouvriers ; en 1877 elle appartient à Alphonse Durand-Vaugaron, lequel fait faillite en 1882.
À proximité, une autre ardoisière, en galerie souterraine, dénommée Caur-el-Voisinel, est ouverte en 1897. En 1903 cette ardoisière exploitée par Étienne Thomas a une galerie souterraine de 70 mètres de profondeur.
Une troisième, toujours à Trégnanton, nommée Toul-Raden, ouvre en 1899 ; ces deux ardoisières ont été ouvertes par Jeanne-Marie Grognon, veuve de Jean-Marie Thomas.
En 1884, Alphonse Debauve écrit que les carrières de Saint-Gelven fournissent alors environ 5 millions d'ardoises par an et celles de Mûr-de-Bretagne et Caurel environ 3 millions.
Les galeries souterraines de ces anciennes ardoisières sont désormais ennoyées par les eaux du lac de Guerlédan.

### LeXXesiècle

#### La Belle Époque
L'église paroissiale Saint-Juvénal est reconstruite entre 1901 et 1904; l'entreprise Marzin, de Louargat, en fut l'adjudicataire. Elle est bénie le 20 novembre 1904.
En 1904, lors des élections municipales complémentaires consécutives au décès du maire Amédée de Trolong de Rumain, le fils du défunt, Joseph de Trolong de Rumain, est élu par 163 voix contre 1 à son concurrent, Raoul ; ce dernier contesta en vain l'élection sous prétexte qu'Henri de Trolong de Rumain n'habitait plus la commune ; celui-ci fut ensuite élu maire.
En mars 1906 l'inventaire des biens d'église échoua à Saint-Gelven en raison de l'opposition de la population.
La foire de Saint-Gelven, principalement une foire au chevaux, qui se tenait jusque-là le premier lundi d'avril est transférée à partir de 1913 au dernier lundi de mars.

#### La Première Guerre mondiale
Le Bulletin religieux de l'archidiocèse de Rouen, qui reprend une information parue d'abord dans L'électeur des Côtes-du-Nord du 15 août 1914) du 15 août 1914, écrit que Mme Mercier, de Saint-Gelven, a vu quinze de ses fils mobilisés en 1914 (deux dans les dragons, deux dans un régiment d'artillerie à Rennes, les onze autres à Saint-Brieuc où ils avaient aussi répondu à l'ordre de mobilisation). Il semble bien que cette affirmation soit très exagérée : les parents Le Mercier avaient trois filles et cinq garçons, effectivement tous en âge d'être mobilisés en 1914 et deux d'entre eux moururent pour la France pendant cette guerre : Vincent, disparu le 30 août 1914 à Tourteron (Ardennes) et Ignace, tué le 26 septembre 1915 à Souain-Perthes-lès-Hurlus (Marne).
La famille Le Breton, dont le père, Pierre Marie, était adjoint au maire de Saint-Gelven, fut particulièrement éprouvée : leur fils Joseph, caporal au 41e régiment d'infanterie , fut tué le 20 septembre 1914  lrs de la Première bataille de la Marne ; son frère Pierre fut fait prisonnier lors de cette même bataille (transféré en 1916 d'Allemagne en Suisse pour être interné au camp de Montana, il y mourut de maladie le 16 mars 1918) et Maurice, le frère aîné, sergent au 271e régiment d'infanterie, fut blessé mortellement par un éclat d'obus le 11 janvier 1915 à Souain (Marne).
Le monument aux morts de Saint-Gelven porte les noms de 44 soldats morts pour la Patrie pendant la Première Guerre mondiale : parmi eux, 3 (Jean Botherel et Mathurin Le Mercier dès 1914, Paul Calvez en 1915) sont morts en Belgique ; 2 (Onésime Burlot en 1917, Yves Feillet en 1918), membres de l'Armée française d'Orient, sont morts dans l'actuelle Macédoine du Nord ; Jean Chevance est décédé en captivité en Allemagne le 19 octobre 1918 ; Joseph Feillet, blessé, est décédé à bord du navire-hôpital Canada le 3 mai 1915 ; tous les autres sont morts sur le sol français dont Julien Duault et Mathurin Le Nevez, tous deux décorés à la fois de la Médaille militaire et de la Croix de guerre.

#### L'Entre-deux-guerres

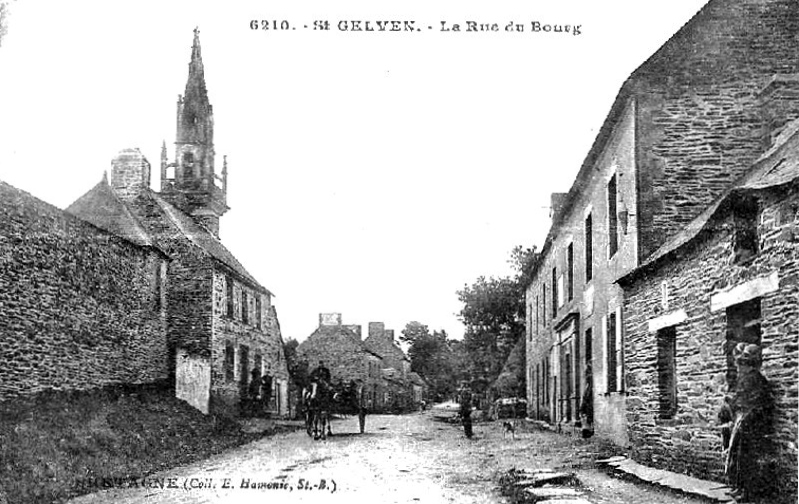
Le bourg de Saint-Gelven vers 1920 (carte postale Émile Hamonic).
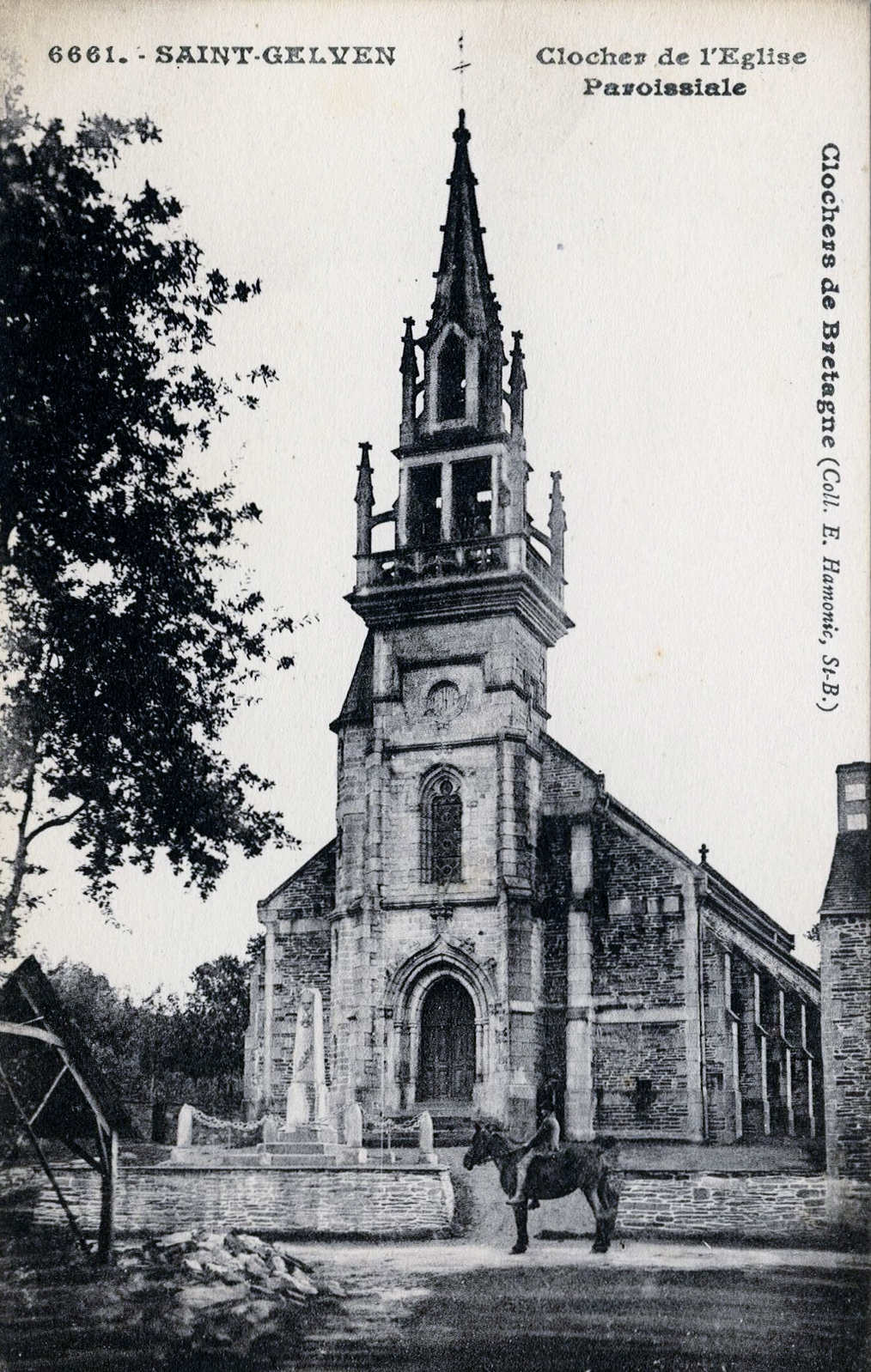
Saint-Gelven : église paroissiale Saint-Juvénal , façade et clocher (carte postale Émile Hamonic).
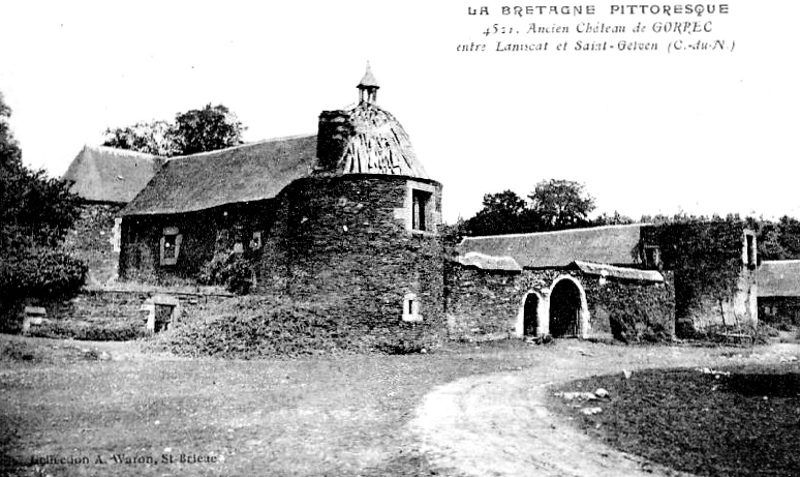
Saint-Gelven : le château de Correc vers 1930 (carte postale).
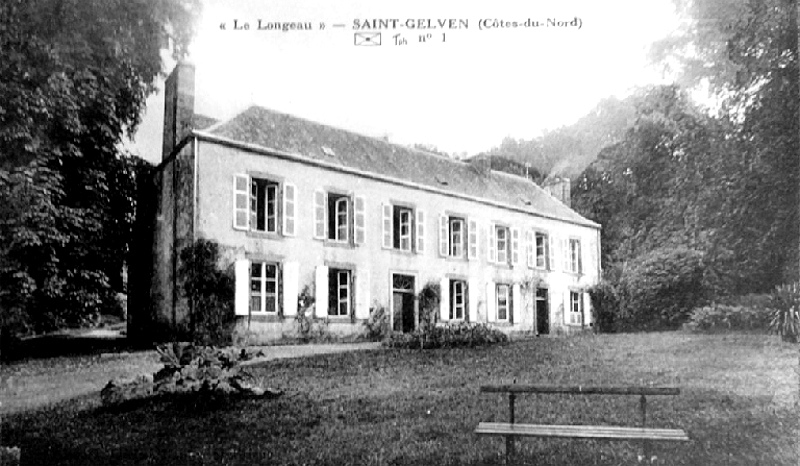
Saint-Gelven : le château de Longeau vers 1930 (carte postale).

#### La Seconde Guerre mondiale
Le monument aux morts de Saint-Gelven porte les noms de 6 personnes mortes pour la France pendant la Seconde Guerre mondiale.
Le mobilier de l'ancien château de Longeau, désormais disparu, fut vendu en octobre 1941.

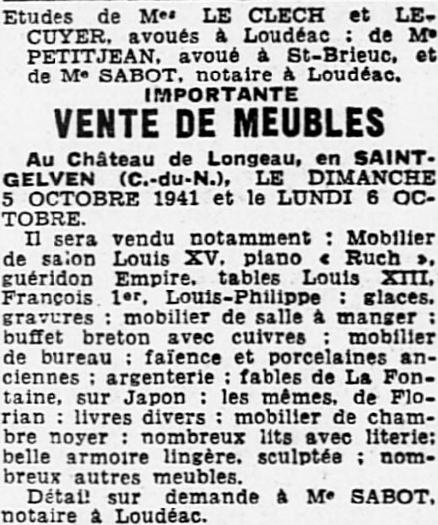
Annonce de la vente des meubles du château de Longeau (journal L'Ouest-Éclair du 27 septembre 1941).

#### L'après Seconde Guerre mondiale
La carrière de Bellevue, qui produit des granulats en extrayant principalement du grès armoricain a ouvert en 1969.

## Politique et administration
| Période                                  | Période          | Identité                    | Étiquette   | Qualité |
| ---------------------------------------- | ---------------- | --------------------------- | ----------- | --- |
| 1851                                     | 1852             | Vincent Menguy              |             | |
| 1852                                     | 1854             | Gilbert Thomas              |             | Cultivateur. |
| 1854                                     | 1880             | Amédée de Trolong du Rumain |             | Avocat. Habitait le château de Kongeau en Saint-Gelven.                                                                                             |
| 1880                                     | 1882             | Alphonse Durand-Vaugaron    |             | Exploitant de carrière. |
| 1882                                     | septembre 1904   | Amédée de Trolong du Rumain |             | Déjà maire entre 1854 et 1880. |
| 1904                                     | 1904             | Joseph de Trolong du Rumain |             | Avocat. Son élection fut en vain contestée car il n'habitait plus la commune au moment de l'élection. Maire moins de 2 mois en raison de son décès. |
| 1905                                     | 1920             | Henri de Trolong de Rumain  |             | Fils d'Amédée de Trolong de Rumain, maire antérieurement et frère deu maire précédent.                                                              |
| 1920                                     | après 1920       | Pierre Marie Le Tellier     |             | Aubergiste. |
| Les données manquantes sont à compléter. |                  |                             |             | |
| 1945                                     | 1953             | Alain Raoult                | SFIO        | |
| Les données manquantes sont à compléter. |                  |                             |             | |
| mars 1959                                | 1986 (démission) | Léon Launay (1912-1988)     | PSU puis PS | Aviculteur Conseiller général du canton de Gouarec (1960 → 1988)                                                                                    |
| 1986                                     | mars 2001        | Jean Guilloux               |             | |
| mars 2001                                | 2002 (démission) | Pascale Lesoen              |             | |
| juillet 2002                             | décembre 2016    | Michel André                | PS          | Professeur du secondaire Conseiller général du canton de Gouarec (2008 → 2015)                                                                      |
| Les données manquantes sont à compléter. |                  |                             |             | |

## Démographie
L'évolution du nombre d'habitants est connue à travers les recensements de la population effectués dans la commune depuis 1851. À partir du 1er janvier 2009, les populations légales des communes sont publiées annuellement dans le cadre d'un recensement qui repose désormais sur une collecte d'information annuelle, concernant successivement tous les territoires communaux au cours d'une période de cinq ans. 
Pour les communes de moins de 10 000 habitants, une enquête de recensement portant sur toute la population est réalisée tous les cinq ans, les populations légales des années intermédiaires étant quant à elles estimées par interpolation ou extrapolation. Pour la commune, le premier recensement exhaustif entrant dans le cadre du nouveau dispositif a été réalisé en 2008,.
En 2014, la commune comptait 321 habitants, en évolution de +3,88 % par rapport à 2009 (Côtes-d'Armor : +1,68 %, France hors Mayotte : +2,49 %).
| 1851 | 1856 | 1861 | 1866 | 1872 | 1876 | 1881 | 1886 | 1891 |
| ---- | ---- | ---- | ---- | ---- | ---- | ---- | ---- | ---- |
| 870  | 761  | 764  | 844  | 810  | 840  | 915  | 901  | 959  |

| 1896 | 1901 | 1906 | 1911 | 1921 | 1926 | 1931 | 1936 | 1946 |
| ---- | ---- | ---- | ---- | ---- | ---- | ---- | ---- | ---- |
| 923  | 923  | 967  | 974  | 851  | 801  | 723  | 676  | 611  |

| 1954 | 1962 | 1968 | 1975 | 1982 | 1990 | 1999 | 2008 | 2013 |
| ---- | ---- | ---- | ---- | ---- | ---- | ---- | ---- | ---- |
| 525  | 494  | 456  | 436  | 332  | 318  | 295  | 313  | 319  |

| 2014 | - | - | - | - | - | - | - | - |
| ---- | - | - | - | - | - | - | - | - |
| 321  | - | - | - | - | - | - | - | - |

## Lieux et monuments
- Abbaye Notre-Dame de Bon-Repos, cistercienne, inscrite au titre des monuments historiques[40] ;
- Croix de Kerdrebuil, inscrite en 1984  au titre des monuments historiques[41] ;
- Manoir de Correc, inscrit en 1980 au titre des monuments historiques[42]. Il date du XVIe siècle, mais a été remanié en 1662 et 1677. Construit en schiste, il comprend un corps de bâtiment rectangulaire, des communs, et un mur d'enclos percé d'un double porche et flanqué de deux tours circulaires ; le donjon a disparu[42]. Il est restauré depuis 2015 par ses nouveaux propriétaires qui l'ont acheté en 1991[43].
- Église Saint-Juvénal : dédiée à saint Juvénal (il est probable que saint Juvénal ait été substitué par l'Église catholique à un saint breton inconnu, saint Gelven (peut-être saint Goulven à qui une chapelle est dédiée dans la commune voisine de Caurel)[44], sa reconstruction est achevée en 1904 ; elle abrite une statue de saint Maudez (datant du XVIIe siècle ou du XVIIIe siècle) provenant d'une ancienne chapelle Saint-Maudez, disparue.
- Chapelle Notre-Dame-des-Champs, de plan rectangulaire, bénie le 2 juillet 1893. Cette chapelle a été reconstruite à l'emplacement d'un ancien lieu de culte païen. Le vitrail sirué au-dessus du porche représente Notre-Dame des Champs gardant des moutons ; c'est une allusion à une légende locale disant qu'une femme qui gardait ses moutons à cet endroit près de la fontaine aurait vu une apparition de la Vierge. Le calvaire à double face qui se trouve à proximité a été placé là lors de la reconstruction de la chapelle en 1893 ; il se trouvait auparavant en bordure de la route de Kergrenel[45].

## Personnalités liées à la commune
- Abbé Joseph-Marie Huard (né le 17 août 1830 à Saint-Gelven (alors en Laniscat), décédé le 23 juin 1870 à Napoléonville), vicaire général de l'évêché de Saint-Brieuc et Tréguier[46].